# Escuadrón de Aviación de Exploración y Ataque 602
El Escuadrón de Aviación de Exploración y Ataque 602 (Esc Av Expl Atq 602) es un escuadrón de aviación de ejército del Ejército Argentino (EA) que se especializa en misiones de ataque. Es la única de su tipo en el EA. Está dotada de helicópteros Bell UH-1H desde 1979; Contó con hasta nueve A-109A también, que fueron retirados en 2010. En su reemplazo se incorporaron 20 helicópteros Bell 206B-3 al Arma de Carabineros de Italia, estos están armados con ametralladoras de cañón rotativo Minigun. Está basado en el Aeródromo Militar Campo de Mayo, Guarnición de Ejército «Campo de Mayo», Campo de Mayo, Provincia de Buenos Aires.
En 1995 los Estados Unidos aprobaron la venta de doce helicópteros de ataque Bell AH-1F Cobra que eran del Ejército de los Estados Unidos; el Gobierno de Argentina finalmente desestimó la compra.

## Aeronaves
- 5 Bell UH-1H Huey
- 2 Bell UH-1H Huey II
- 15 Bell OH-58B Kiowa: Son Agusta-Bell AB-206B-1 JetRanger ex-Carabinieri. Al operar en el Ejército y tener la capacidad de ser armados con M134 Minigun pasan a denominarse OH-58B Kiowa. Fueron Modernizados por FAdeA y son armados por el personal del Escuadrón.

## Armamento
- Pods de ametralladora SF-260W para MAG 7,62 mm
- Cohetera Microbio
- Cohetera Yaguareté: Pod cohetera, variante del SLAM Pampero y diseñado en la década de 1980 por el entonces CITEFA (actual CITEDEF), para el Ejército Argentino, actualmente en servicio en los UH-1H Huey.
- M134 Minigun: actualmente en servicio en los OH-58B Kiowa.